# Castillo de Mourão

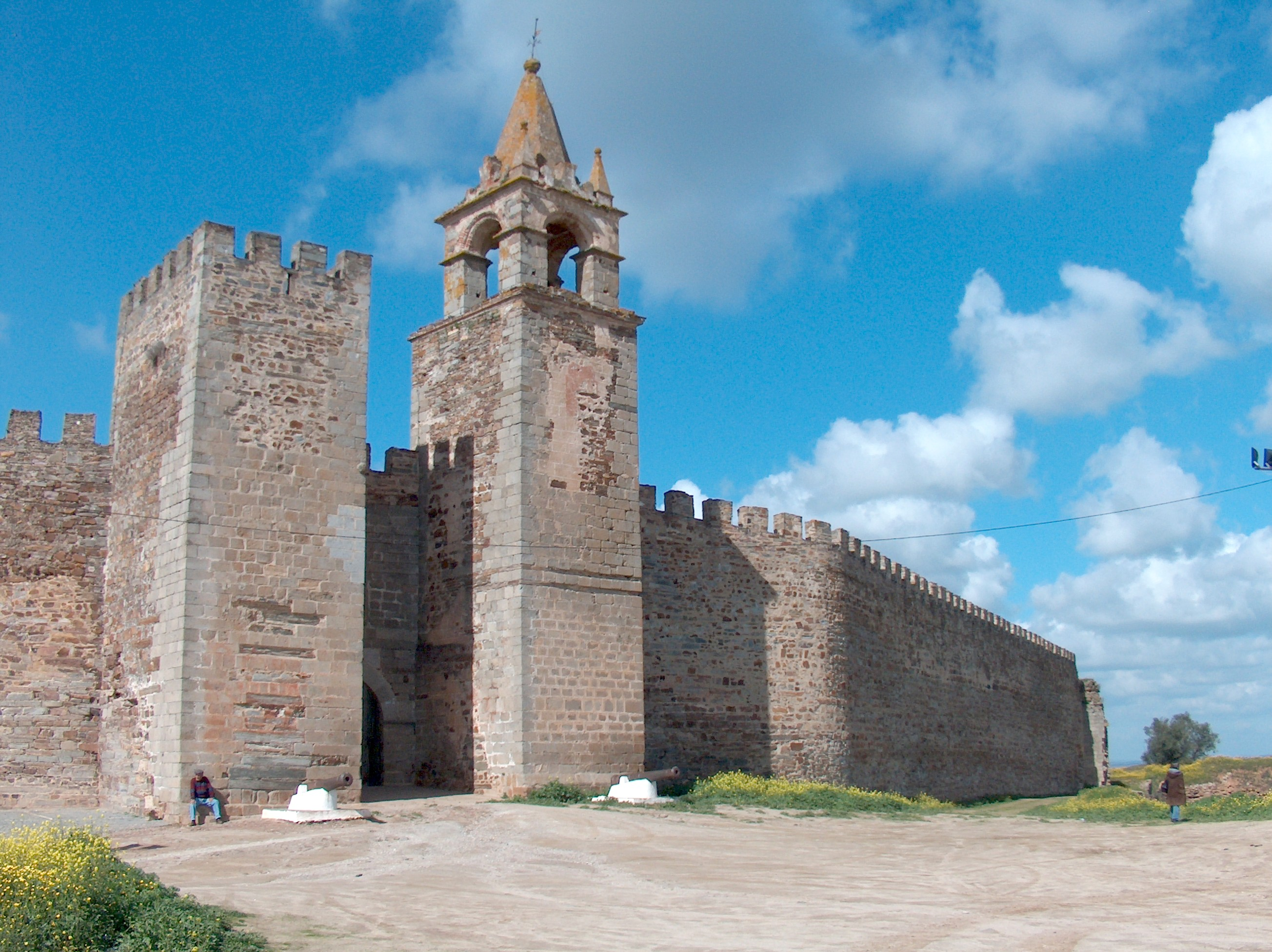
Castillo de Mourão - Entrada

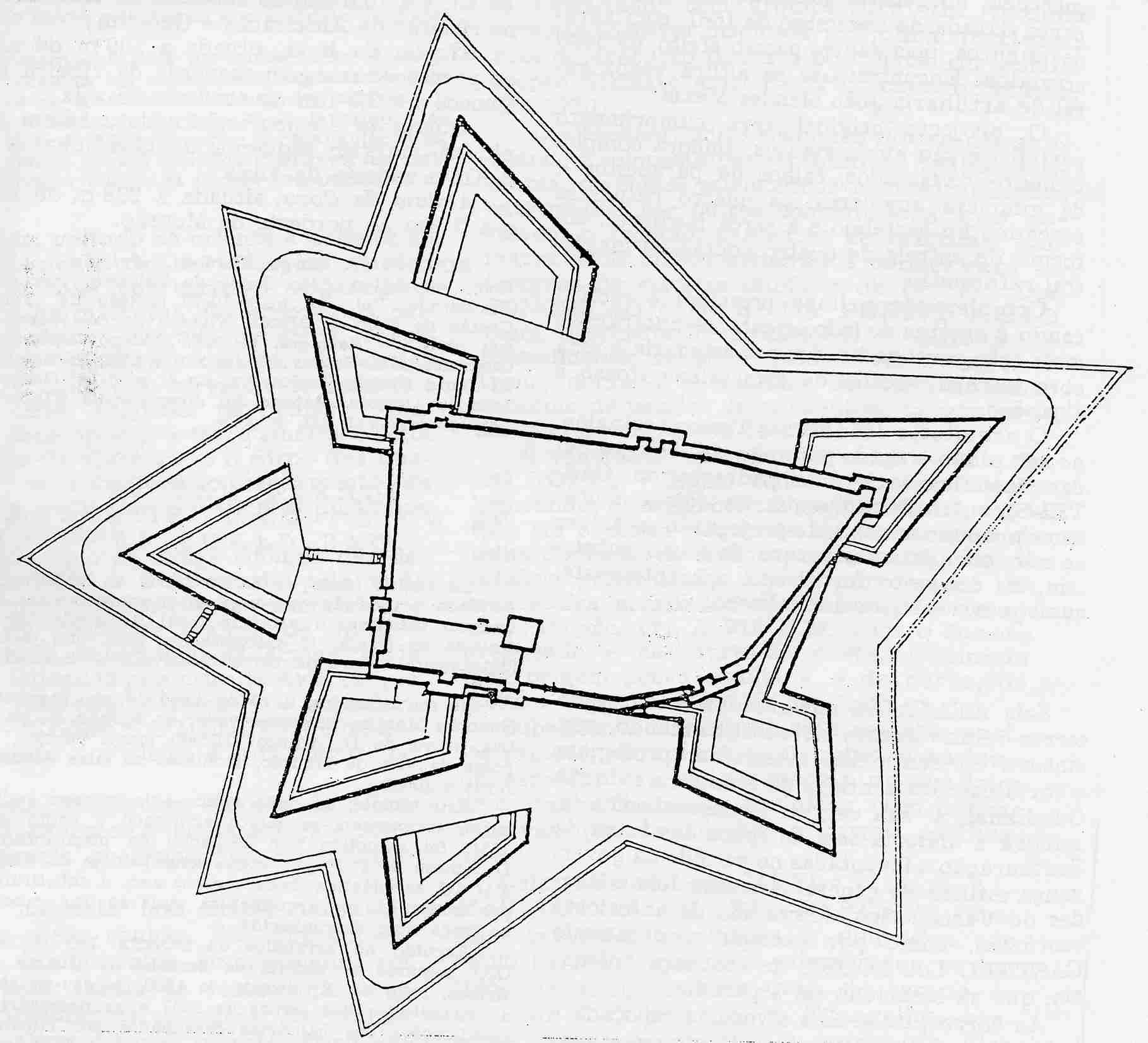
Castillo de Mourão, Portugal: planta de la fortaleza abaluartada

El castillo de Mourão, en el Alentejo, está situado en la parroquia, pueblo y municipio de Mourão, distrito de Évora, en Portugal.
Situadodo en el territorio de la orilla izquierda del río Guadiana, se eleva en una posición dominante sobre el antiguo pueblo medieval. Desde sus murallas se puede ver la llanura que rodea el castillo de Monsaraz al norte, y la frontera con España al este.

## Historia

### Antecedentes
Poco se sabe de la primitiva ocupación de este sitio, además de que, en la época de la Reconquista Cristiana de la península ibérica, fue escenario de enfrentamientos entre musulmanes y cristianos, cuando se despobló.

### El castillo medieval
En vista de la conquista portuguesa de la región, sus dominios fueron donados a los  Caballeros de la Orden de los Hospitalarios, y a su Prior, Gonçalo Egas, se le concedió la primera carta de la ciudad, para fomentar su asentamiento y defensa (1226). De esta época datará, bajo el reinado de   Sancho II (1223-1248), la construcción o reconstrucción de la fortificación.
Un nuevo fuero fue concedido a la villa por Alfonso III(1248-1279), en 1254.
Bajo el reinado de  D. Dinis (1279-1325), la aldea de Mourão recibió una nueva carta (1296), confirmada en 1298. Durante este período, el primitivo castillo fue reformado, con tres torres.
Durante la  crisis de 1383-1385 el pueblo y su castillo se destacaron en la lucha por el partido del Maestro de la Orden de Avis.
Más tarde, bajo el reinado de  Manuel I(1495-1521), el pueblo y su castillo están  referenciados por Duarte de Armas (Libro de las Fortalezas, c. 1509). Recibió del soberano el Foral Novo, desde que conoció un nuevo brote de reformas, con la traza de los arquitectos militares  Diogo  y Francisco de Arruda, maestros de las obras estratégicas de la región de Antre-Tejo y Odiana. De este período, en el siglo XVI, la construcción de la iglesia principal, dentro del recinto amurallado.

### Desde la Dinastía filipina hasta nuestros días
Si la ciudad y el castillo de Mourão se unieron a  Felipe II durante la  crisis de sucesión de 1580, cuando la Restauración de la independencia de Portugal (1640), sin embargo, Pedro Mendonça Furtado fue uno de los primeros en levantar el colgante del rey  Juan IV (1640-1656). Su fortificación fue, desde entonces, reformulada con un diseño del arquitecto militar francés Nicolau de Langres, comprendiendo cuatro nuevos  bastiones,  revellines y foso, de los cuales poco queda hoy en día.
Está clasificada como Propiedad de Interés público por Decreto publicado el 18 de julio de 1957.
En buenas condiciones de conservación, el castillo es una atracción turística valorada por la comunidad.

## Características
El castillo consiste en una muralla medieval, erigida sobre un curioso dispositivo que combina piedras de esquisto, mármol y granito, reforzada por seis torres cuadrangulares. En ella las puertas están rasgadas, flanqueadas por torres, algunas en arco ojival de estilo gótico. Entre las torres destaca la torre del homenaje, de estilo gótico, con la puerta abierta a la plaza de armas.
Dentro de la muralla todavía hay rastros de la Casa da Guarda y del antiguo Ayuntamiento.
Las remodelaciones del siglo XVII incluían baluartes en los cuatro ángulos de la pared y revellines frente a las cortinas.